# Obniżenie Liptowsko-Spiskie
Obniżenie Liptowsko-Spiskie (514.7) - makroregion fizycznogeograficzny w zachodniej Słowacji, w składzie Centralnych Karpat Zachodnich. 
Obniżenie Liptowsko-Spiskie otacza od południa i wschodu pasma Łańcucha Tatrzańskiego, dzieląc je od Niżnych Tatr i od Rudaw Słowackich. W jego skład wchodzą: 
- 514.71 Kotlina Liptowska
- 514.72 Kotlina Popradzka
- 514.73 Kotlina Hornadzka
- 514.74 Góry Lewockie

Obniżenie Liptowsko-Spiskie jest pochodzenia tektonicznego. Jest wypełnione fliszem, w którym zostały erozyjnie wypreparowane kotliny. W Górach Lewockich przeważają lasy, kotliny są terenami intensywnego rolnictwa. Kotliny Liptowska i Popradzka leżą w zlewni Wagu, Kotlina Hornadzka - w zlewni Hornadu. Przez Obniżenie Liptowsko-Spiskie biegnie główny korytarz komunikacyjny łączący wschodnią i zachodnią Słowację - magistrala kolejowa Bratysława - Koszyce i autostrada D1. 